# 곡안리 민간인 학살 사건
곡안리 민간인 학살 사건은 1950년 8월 11일 한국전쟁 당시 경상남도 마산시 진전면 곡안리 (현 창원시 마산합포구 진전면 곡안리) 성주 이씨 재실로 피란하고 있던 마을 주민 86명이 미군의 공격으로 살해당한 사건이다.

## 사건
1950년 8월 2일 주민들은 마을에 있던 성주 이씨 재실로 모여 피란을 하고 있었다. 8월 10일 오후 7시 30분경 미군 통역관이 재실을 찾아 피난민이 모여 있다는 사실을 확인하고 마을을 떠날 것을 명령했다. 그러나, 주민들이 너무 늦어 할 수 없다고 하자, 미군 통역관은 날이 밝는 대로 옮길 것을 지시했다. 
다음날일 8월 11일 오전 7시경, 주민들은 평소 보다 일찍 아침 식사를 한 후 마루에 짐을 쌓아 두고 미군의 통보를 기다렸다.
그 때 재실에서 마을 사지 산자락 대밭 쪽에서 총소리가 났고 미군 쪽에서도 총소리가 들려왔다. 그리고 사방에서 재실쪽으로 총탄이 날아오기 시작하며 이 사건으로 어린이와 노약자 부녀자 등 86명이 죽었다.
증언에 의하면 실탄이 재실 기와에 맞는 소리가 마치 굵은 소나기 오는 것처럼 들렸으며 총격이 가장 심할 때는 귀가 멍하고 아무것도 들리지 않을 정도였으며 후에 알게 된 사실이지만, 당시 마을 뒤 대밭을 정찰하던 미군들 중 마을에서 2㎞가량 떨어진 산에서 내려온 인민군 선발대의 공격을 받아 1명이 죽었다고 한다. 주민들은 재실에 있는 사람들이 피난민들이라는 것을 미군이 알고 있었음에도 미군 정찰병의 죽음에 대한 보복으로 재실을 공격한 것이 아닌가 생각하고 있다.